# 7453 Slovtsov
7453 Slovtsov este un asteroid din centura principală, descoperit pe 5 septembrie 1978, de Nikolai Cernîh.